# Котлярня
Котлярня (пол. Kotlarnia, нім. Jakobswalde) — село в Польщі, у гміні Берава Кендзежинсько-Козельського повіту Опольського воєводства.
Населення — 685 осіб (2011).

## Демографія
Демографічна структура станом на 31 березня 2011 року:
|          | Загалом | Допрацездатний вік | Працездатний вік | Постпрацездатний вік |
| -------- | ------- | ------------------ | ---------------- | -------------------- |
| Чоловіки | 327     | 36                 | 267              | 24                   |
| Жінки    | 358     | 67                 | 230              | 61                   |
| Разом    | 685     | 103                | 497              | 85                   |